# Stylopisthos laevibunus
Stylopisthos laevibunus is een hooiwagen uit de familie Gonyleptidae.